# Antonio Martínez Sarrión
Antonio Martínez Sarrión, né le 1er février 1939 à Albacete et mort le 14 septembre 2021 à Madrid, est un poète, essayiste et un traducteur espagnol qui écrit en castillan. Membre de la génération de 68, il est l'un des Nueve novísimos poetas españoles (1970), figures de la poésie espagnole contemporaine.

## Biographie
Antonio Martínez Sarrión naît à Albacete le 1er février 1939.
Il passe le bac dans sa ville natale et obtient une licence en Droit à l'Université de Murcie en 1961. En 1963, il part vivre à Madrid, où il travaille comme fonctionnaire public à l'Administration centrale.
Lors de ses débuts, il se fait connaître comme poète pour finalement élargir son champ d'écriture en s'ouvrant à la critique, l'essai, l'édition de textes et les Mémoires. Son recueil de poèmes Teatro de operaciones lui vaut de se faire remarquer par Josep Maria Castellet, qui l'inclut dans sa célèbre anthologie Nueve novísimos poetas españoles en 1970, et lui permet ainsi d'être consacré dans la poésie espagnole contemporaine.
Viennent ensuite Pauta para conjurados la même année, Ocho elegías con pie en versos antiguos deux ans plus tard et Horizonte desde la riada en 1983.
Dans l'inquiétude commune antiréaliste du groupe des Novísimos, Martínez Sarrión se détache pour son non-conformisme soixante-huitard qui le fait admirer la poésie beat et pour intégrer très rapidement beaucoup des références culturalistes, irrationalistes, surréalistes et mythiques (dans la littérature, le cinéma, le jazz, etc.) que ses compagnons du mouvement n'adopteront que plus tard. Dans sa poésie se mélange un peu de tout dans un même poème : une citation, une conversation, une digression, un souvenir, une chanson de jazz, tout cela dans un magnifique enchaînement qu'il parvient à réaliser au moyen de la rupture des formes syntactiques. Sa technique de travail poétique a toujours été comparée avec celle du surréalisme, bien qu'elle en soit différente, en effet « l'accumulation d'images, apparemment décousue, vient de la volonté [...] d'exprimer le chaos tel qu'il se vit. Il n'y a donc pas de travail sur des « associations libres », mais digression consciente d'associations logiques » écrit Jenaro Talens dans son prologue à El Centro inaccesible... dont voici un extrait de ses plus célèbres poèmes, intitulé Riquezas:
« Unos sostienen sus huertos oreados,

sus panales, sus eras y sus viñas,

mas no conocen las fases del mosto.

Yo no te tengo más que a ti.

[...] »
— Antonio Martínez Sarrión, El Centro inaccesible

« Certains gardent leurs jardins aérés,

leurs rayons, leurs aires et leurs vignes,

mais ils ne connaissent pas les phases du moût.

Moi, je n'ai que toi.

[...] »
— El Centro inaccesible
Entre 1974 et 1976 il codirige, avec Jesús Munárriz et José Esteban Gonzalo, l'La Ilustración Poética Española e Iberoamericana (es), une revue de poésie publiée durant douze numéros.
Un autre aspect de son œuvre concerne le mémorialisme. Il publie beaucoup de journaux et une trilogie de mémoires qui évoque les années de son enfance (Infancia y corrupciones, 1993), sa formation universitaire (Una juventud, 1997) et son ascension à la vie littéraire (Jazz y días de lluvia, 2002).
Martínez Sarrión est également un remarquable traducteur de la langue française. Il est responsable d'une des meilleures versions des Fleurs du mal de Charles Baudelaire, et a compilé les poèmes de Victor Hugo dans Lo que dice la boca de sombra y otros poemas, qui a reçu le prix Premio Stendhal de traducción (es) en 1990. Il traduit également d'auteurs à l'espagnol, parmi lesquels Jean Genet, Michel Leiris, Alfred de Musset, Sébastien-Roch Nicolas de Chamfort, Jaccottet et Arthur Rimbaud.
Sa grande maîtrise du langage et de la syntaxe fait qu'il participe à plusieurs reprises en tant qu'intervenant dans le programme télévisé espagnol Qué grande es el cine (sur La 2), qui était présentée et modérée par José Luis Garci ; il le fait à présent dans le nouveau programme de Garci, Cine en blanco y negro (sur Telemadrid).
Martínez Sarrión meurt le 14 septembre 2021 à Madrid d'un infarctus.

## Œuvre

### Poésie
- Teatro de operaciones[1] (1967)
- Pautas para conjurados[2] (1970)
- Ocho elegías con pie en versos antiguos[3] (1972)
- Una tromba mortal para los balleneros[13] (1975)
- Canción triste para una parva de heterodoxos[14] (1976)
- El centro inaccesible. Poesía 1967-1980[6] (1981)
- Horizonte desde la rada[4] (1983)
- Sequías (Dans la revue Cuadernillos de Madrid, 1983).
- De acedía[15] (1986)
- Ejercicio sobre Rilke[16] (1988)
- Antología poética[17] (1994)
- Cantil[18] (1995)
- Cordura[19] (1999)
- Última fe (Antología poética 1965-1999)[20] (2003)
- Poeta en diwan[21] (2004)
- Muescas del tiempo oscuro y Teatro de operaciones[22], qui inclut un essai : La buena digestión de Julieta Valero (2010)
- Farol de Saturno (2011)

### Autres genres
- Diario austral[23] (1987)
- La cera que arde[24] (1990)
- Infancia y corrupciones (Memorias I)[7] (Mémoires, 1993)
- Cargar la suerte (Diarios 1968-1992)[25] (journaux, 1995))
- Una juventud (Memorias II)[8] (Mémoires, 1997)
- Murcia: un perfil[26] (1999)
- Esquirlas : Dietario 1993-1999[27] (journaux, 2000)
- Jazz y días de lluvia (Memorias III)[28] (Mémoires, 2002)
- Cercos y asedios[29] (2004)
- Sueños que no compra el dinero (Balance y nombres del surrealismo)[30] (2008)
- Avatares de un gallinero o Robinsón en el Retiro[31] (2008)
- Preferencias[32] (2009)
- Escaramuzas (journaux, 2011)